# Shervin Hajipour
Shervin Hajipour (in persiano شروین حاجی‌پور‎; Babol, 30 marzo 1997) è un cantante iraniano, noto per la sua canzone Baraye, descritta come "l'inno delle proteste in Iran del 2022". È stato arrestato il 29 settembre 2022, due giorni dopo la pubblicazione della canzone, ed è stato rilasciato su cauzione il 4 ottobre 2022.

## Biografia
Hajipour ha studiato economia all'Università di Mazandaran. Ha iniziato a suonare il violino all'età di otto anni e si è diplomato in diversi corsi di musica in seguito. Al liceo ha iniziato a comporre musica professionalmente e successivamente, all'università, ha prodotto musica per spettacoli teatrali e montaggi video. Solo più tardi ha iniziato a cantare. All'età di 22 anni Hajipour ha partecipato alla prima stagione del talent musicale iraniano New Era, dove è passato alle finali del secondo round. Successivamente, il direttore artistico del programma ha annunciato che la tv di stato iraniana era preoccupata del fatto che avrebbe potuto causare problemi in seguito.
Durante le proteste in Iran, innescate dalla morte della ragazza curdo-iraniana Mahsa Amini, Hajipour ha pubblicato il pezzo scritto a sostegno delle manifestazioni Baraye... (in persiano برای‎, Per... o A causa di...), in cui ha inserito brani dei tweet di protesta per la morte della ragazza che iniziano con la parola Baraye..., È stato visualizzato più di 40 milioni di volte in meno di due giorni solo sulla sua pagina Instagram. Il tema principale della canzone è il sostegno alle donne con lo slogan "Donna, Vita, Libertà". Nel febbraio 2023 ha vinto il primo Grammy Award mai assegnato nella categoria Best Song for Social Change nella 65ª edizione della manifestazione per Baraye.

## Controversie

### Arresto
Il 29 settembre 2022 Hajipour è stato arrestato per la canzone Baraye. È stato inoltre costretto a rimuovere la canzone dalle sue piattaforme di social media da parte degli agenti di sicurezza del Corpo delle Guardie Rivoluzionarie Islamiche poco dopo il suo arresto. L'agenzia di stampa Tasnim, affiliata allo stato iraniano, ha pubblicato una versione modificata del videoclip, con immagini che mostrano le conquiste della Repubblica islamica al posto di quelle originali.
Il 4 ottobre 2022, Hajipour è stato rilasciato su cauzione «in modo che il suo caso possa passare attraverso un processo legale», secondo Mohammad Karimi, procuratore della provincia settentrionale di Mazandaran.
Durante l'arresto di Hajipour, molti utenti dei social media hanno proposto la candidatura della canzone Baraye alla National Academy of Recording Arts and Sciences per la nuova categoria dei Grammy Awards "Best Song For Social Change",

### Reazioni all'arresto
- Roger Waters ha scritto in un tweet: «Hey Ayatollah, lascia stare i bambini!», facendo riferimento alla canzone del 2010 Hey Ayatollah Leave Those Kids Alone della band rock britannica Blurred Vision, la quale è stata ispirata dalla famosa canzone dei Pink Floyd Another Brick in the Wall (1979).[18][19]
- Murat Boz ha pubblicato il video della canzone di Shervin sulla sua pagina Instagram, scrivendo come didascalia: «Si dice che Shervin sia stato arrestato per aver scritto una canzone sulla libertà del popolo iraniano. Incredibile. Spero che non accada nulla di male al mio collega durante la sua detenzione e che venga rilasciato immediatamente».[20]
- Mohammad Esfahani, cantante di musica pop e tradizionale, ha menzionato Shervin sul suo Instagram, descrivendolo come un amico che ha incontrato nel programma New Age, e ha detto: «Shervin era un giovane incredibilmente talentuoso, innocente, timido ed emotivo».[21]
- Karim Sadjadpour, analista politico irano-americano al Carnegie Endowment, ha dichiarato: «Non importa cosa accada alle proteste, vale la pena notare che la canzone più virale nella storia dell'Iran, che probabilmente sarà ricordata per i decenni a venire, non riguarda la resistenza all'America o Israele o altrove. È una canzone sui sogni degli iraniani di una vita normale».[22]